# Żytomierz
Żytomierz (ukr. Житомир, Żytomyr) – miasto obwodowe w środkowo-zachodniej części Ukrainy, nad rzeką Teterew, siedziba administracyjna obwodu i rejonu żytomierskiego. Ośrodek przemysłu maszynowego, metalowego, lekkiego, spożywczego i chemicznego, a także ośrodek kulturalny z teatrami i muzeami oraz centrum szkolnictwa wyższego. Ponadto ważny węzeł komunikacyjny z portem lotniczym.

## Historia
Założony w 884 roku Żytomierz był jednym z największych miast Rusi Kijowskiej. Około 1225 roku Jacek Odrowąż założył klasztor dominikanów, który został zniszczony podczas najazdu mongolskiego na Ruś Kijowską w 1240 roku. W 1333 roku został przyłączony przez Giedymina do Wielkiego Księstwa Litewskiego.

### W I Rzeczypospolitej
W 1444 roku król Polski Kazimierz Jagiellończyk nadał Żytomierzowi prawa miejskie i wybudowano wówczas niewielki zamek. Miasto zostało zniszczone przez Tatarów w 1469 i 1481 roku. Podczas najazdu chana krymskiego Mengli Gireja w 1482 roku zamek żytomierski pozostał jednym z czterech niezdobytych na Naddnieprzu (obok Bracławia, Kaniowa i Czerkas). Warownię rozbudowano po 1540 roku według projektu starosty Szymona Babińskiego. W 1544 roku sejm piotrkowski zwolnił mieszczan żytomierskich z podatków w celu odbudowy obwarowań. W 1569 roku wraz z całą południową częścią Wielkiego Księstwa Litewskiego Żytomierz wszedł w skład Korony Królestwa Polskiego. Stał się siedzibą starostwa grodowego, sejmików i sądów szlacheckich: ziemskiego i grodzkiego. W 1572 roku w mieście były 142 budynki, dwór starosty i zamek. Król Zygmunt III Waza w 1596 roku nadał miastu przywilej organizowania dwóch jarmarków rocznie. 
Żytomierz był także miastem królewskim Korony Królestwa Polskiego, położonym w pierwszej połowie XVII wieku w starostwie grodowym żytomierskim województwa kijowskiego. Był miejscem popisów szlachty województwa kijowskiego I Rzeczypospolitej. Upadek miasta rozpoczął się w czasie powstania Chmielnickiego w 1648 roku, podczas którego Kozacy wraz z Tatarami zdobyli zamek, wymordowali mieszkańców a miasto spalili, zniszczyli też księgi grodzkie i ziemskie od roku 1582. Po oderwaniu przez Rosję Kijowa od Polski, Żytomierz stał się w 1667 roku nową stolicą województwa kijowskiego.
W 1724 roku zakon jezuitów zbudował w mieście klasztor oraz pierwszą szkołę.  W 1753 roku zmarło 11 Żydów (po odarciu ze skóry) z 24 oskarżonych o porwanie i zabójstwo dziecka. Pozostali Żydzi uratowali życie ponieważ przeszli na katolicyzm. W 1761 roku zbudowano drewniany kościół bernardynów pw. św. Jana z Dukli oraz murowany klasztor dla zakonników. W drugiej połowie XVIII wieku klasztor jezuicki został przebudowany oraz powstał klasztor benedyktynów. W 1765 roku w mieście było 5 świątyń (3 katolickie, 2 greckokatolickie) i 285 domów. W 1766 biskup Józef Andrzej Załuski sprowadził do miasta siostry szarytki. Mieszkańcy Żytomierza wsparli konfederację barską. W zemście w 1769 Rosjanie najechali miasto i dokonali masakry mieszkańców.

### W zaborze rosyjskim
W wyniku II rozbioru Polski Żytomierz wszedł w skład Rosji jako miasto powiatowe. Od 1804 roku stał się w miejsce Łucka stolicą nowo powołanej guberni wołyńskiej (do 1918 roku), która składała się z dawnego województwa wołyńskiego i zachodniego fragmentu województwa kijowskiego. Po reformie administracji kościelnej w 1798 roku miasto stało się stolicą diecezji katolickiej, a w 1799 roku także greckokatolickiej.

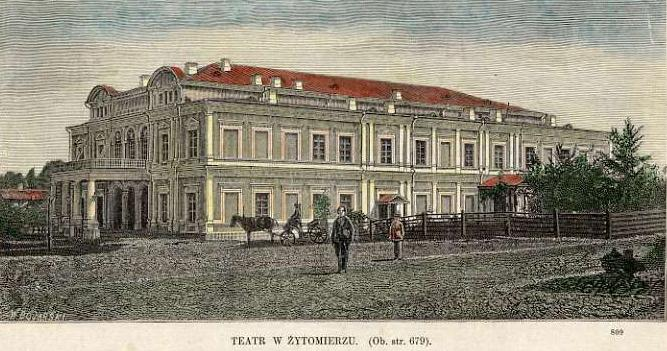
Teatr w Żytomierzu w XIX wieku

W 1820 spłonął drewniany kościół bernardynów. Do 1841 w jego miejscu wzniesiono kościół murowany, a klasztor bernardynów stał się seminarium katolickim. W latach 1816–1840 wzniesiono klasztor szarytek. W 1841 roku zburzono barokowy kościół jezuitów.
Około połowy XIX wieku w Żytomierzu zamieszkał Józef Ignacy Kraszewski. Pełnił tu m.in. funkcje kuratora szkół polskich, dyrektora Teatru Żytomierskiego i Klubu Szlacheckiego. Przy jego wsparciu wzniesiono w mieście nowy gmach teatru.
Podczas powstania styczniowego Żytomierz był trwałym i silnym punktem oparcia dla polskich powstańców. Jednym z bardziej znanych powstańców styczniowych związanych z miastem był Marian Karol Dubiecki, który potem w swojej książce Na kresach i za kresami podał wiele cennych wiadomości o mieście. Po powstaniu w 1865 władze carskie zamknęły klasztor szarytek.

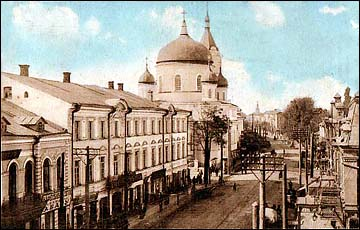
Żytomierz, początek XX wieku

W 1897 roku miasto liczyło 66 tys. mieszkańców, w tym około 31 tys. Żydów, około 25 tys. greko-katolików i 9 tys. katolików i blisko tysiąc staroobrzędowców. W tym czasie Żytomierz stanowił jedno z najsilniejszych ośrodków polskiego życia religijnego na Prawobrzeżu Dniepru, tutaj znajdowała się kuria diecezji łucko-żytomierskiej, siedziba biskupa, którego jurysdykcja obejmowała gubernie kijowską, podolską oraz wołyńską, w mieście były także katedra oraz jedyne na Prawobrzeżu rzymskokatolickie seminarium duchowne. Dzięki m.in. tutejszym duszpasterzom katolickim pochodzącym z różnych ziem polskich powstawały (obok już istniejących) kolejne polskie towarzystwa charytatywne, oświatowe, sportowe, zawodowe, a także schroniska dla dzieci i biednych, rozmaite systemy szkoleń, szkoły.
W 1899 uruchomiony został system tramwajowy.
W 1905 roku, w wyniku agitacji czarnosecinnej, doszło w Żytomierzu do pogromu Żydów. Pomimo sukcesów oddziałów samoobrony 29 Żydów zamordowano, a 150 zostało rannych.

### I wojna światowa i wojna polsko-bolszewicka
Od 1917 roku Żytomierz był opanowywany przez armie: carską, niemiecką, bolszewicką, białogwardyjską. Miejsce działalności Polskiej Organizacji Wojskowej z udziałem Józefa Kozłowskiego. W jednym roku władza w mieście zmieniała się 13 razy, co spowodowało jego znaczne zniszczenia. Podczas I wojny światowej Żytomierz uzyskał szerokotorowe połączenie kolejowe za sprawą Niemców, którzy uruchomili kolej do Berdyczowa i Korostenia.

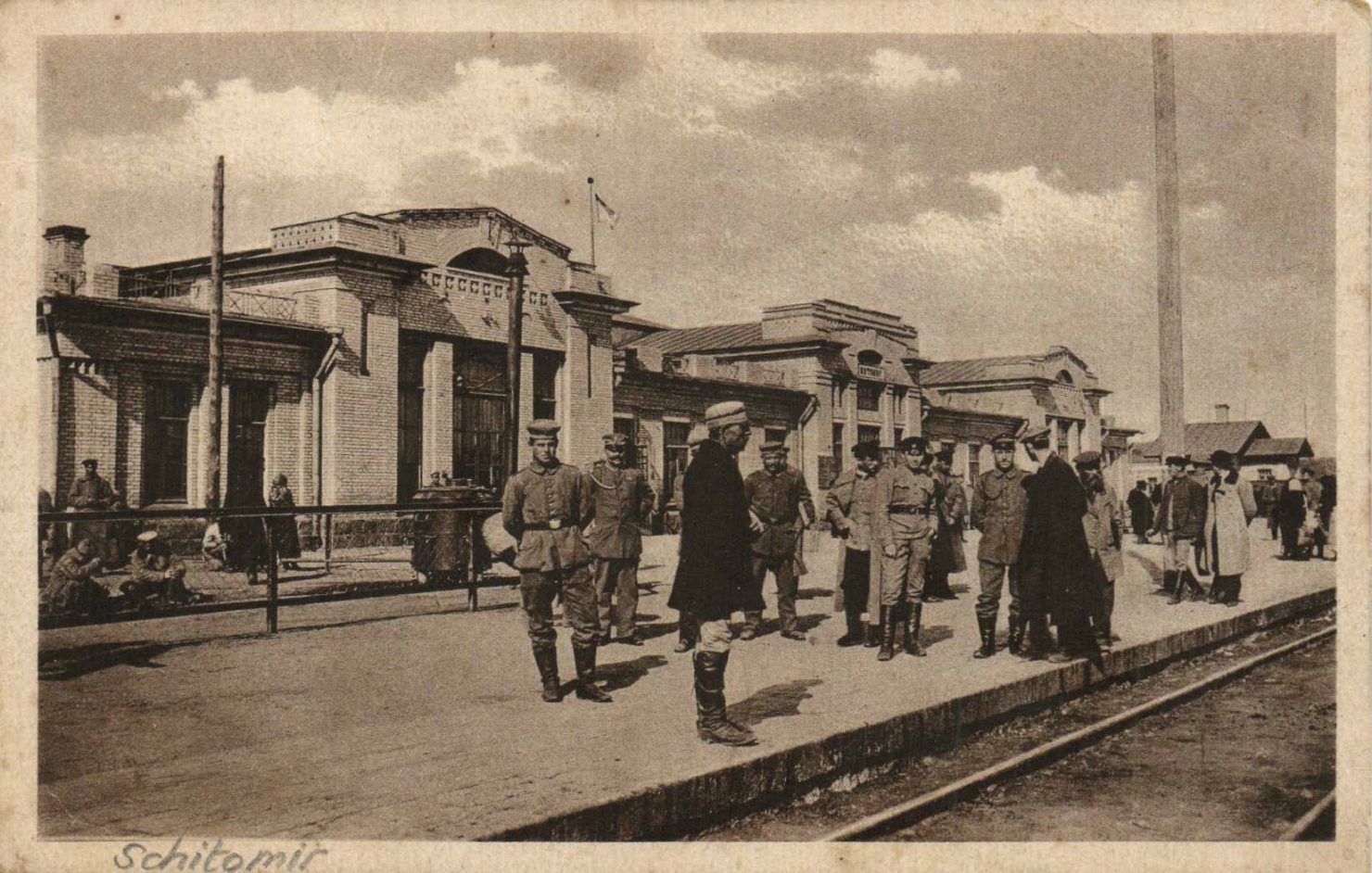
Dworzec kolejowy w Żytomierzu w 1918 roku

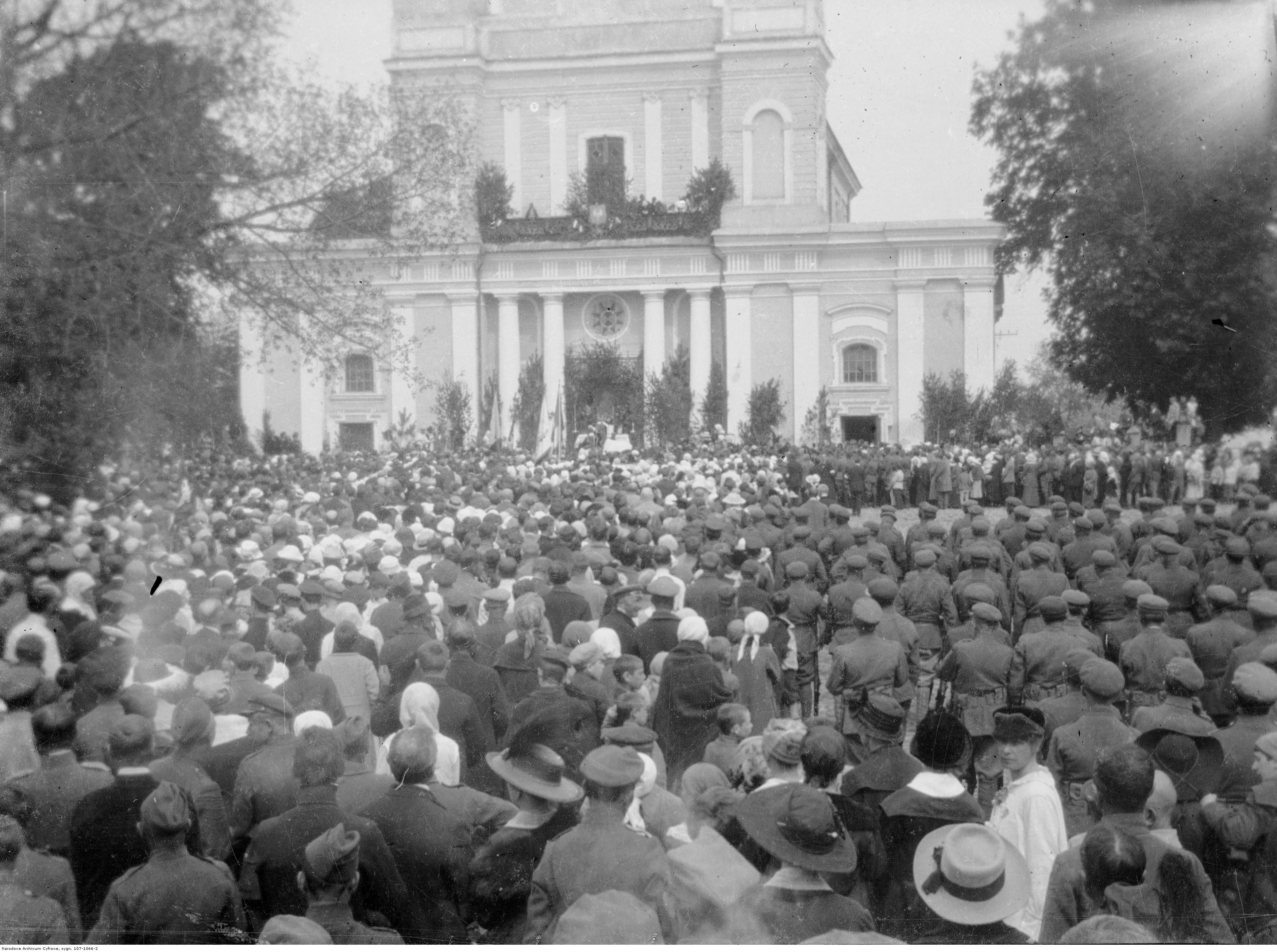
Msza święta w katedrze żytomierskiej z udziałem Józefa Piłsudskiego po zdobyciu miasta w ramach wyprawy kijowskiej w 1920 roku

W 1918 zamknięto katolickie seminarium duchowne w Żytomierzu.
Na początku 1919 roku, na fali pogromów na Ukrainie, doszło do dwóch masakr żydowskich mieszkańców Żytomierza. W styczniu wojska ukraińskie razem z okolicznymi chłopami zabiły 80 osób i splądrowały mienie. W marcu, podczas przejmowania miasta przez wojska Dyrektoriatu, rozgorzał pięciodniowy pogrom, w którym zamordowano 317 osób, a wielu odniosło rany.
W czasie wojny polsko-bolszewickiej, od 31 stycznia do 2 lutego 1920 roku oddziały polskie, w tym 4 dywizjon artylerii konnej przeprowadziły zagon w okolicach miasta. W nocy 26 kwietnia 1920 roku Polacy rozpoczęli natarcie, które zapoczątkowało ofensywę na Kijów. W krótkotrwałej bitwie pod Kropiwną została kompletnie rozbita 58 Dywizja Strzelecka, a Polacy posunęli się o 70 kilometrów na wschód zdobywając Żytomierz. W tym samym dniu Józef Piłsudski skierował z Żytomierza odezwę do narodu Ukrainy. 25 maja 1920 roku polscy lotnicy wykryli maszerujące na Kijów duże jednostki kawalerii – Armii Konnej Siemiona Budionnego, która zaatakowała Polaków. Po paru dniach Armia Czerwona przełamała polską obronę pod Żytomierzem i rozbiła znajdujące się w mieście oddziały. Żytomierski garnizon został wycięty do ostatniego żołnierza.

### Żytomierz w granicach ZSRR i Ukrainy

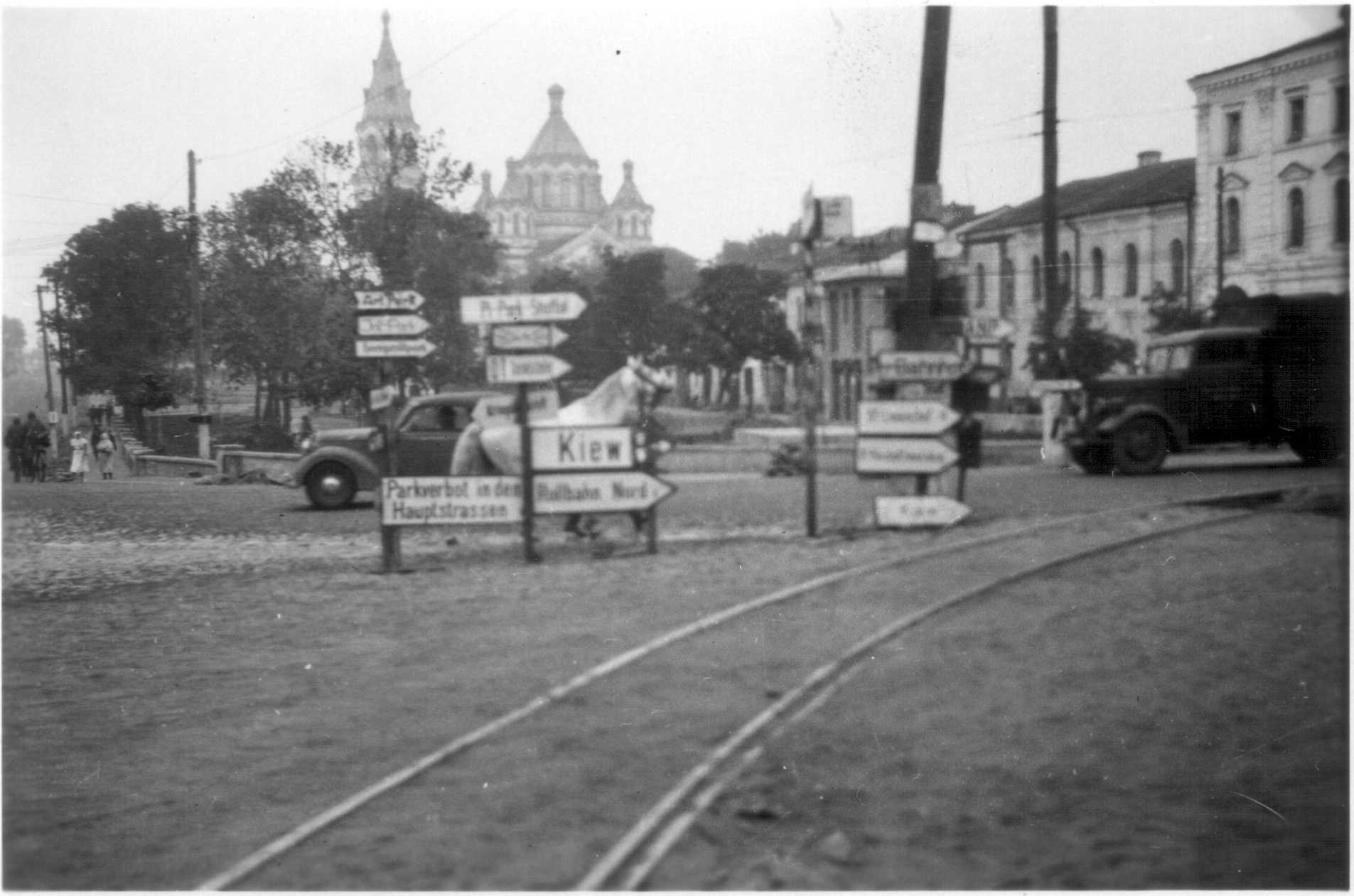
Niemieckie drogowskazy w Żytomierzu w czasie II wojny światowej

Traktat ryski zawarty w 1921 roku pozostawił poza wschodnią granicą II Rzeczypospolitej około miliona Polaków, w okolicach Żytomierza zamieszkujących w zwartych skupiskach. 100 kilometrów na zachód od miasta – wokół Dowbysza powstał polski rejon narodowościowy – Marchlewszczyzna. Na mocy traktatu ryskiego Żytomierz wszedł w skład Ukraińskiej SRR początkowo jako stolica guberni, później okręgu i obwodu. W 1935 roku Żytomierz uzyskał poprzez Fastów połączenie kolejowe z Kijowem. W 1933 roku do Żytomierza dotarła klęska głodu.
Na mocy decyzji trójki urzędu NKWD obwodu żytomierskiego 28 września 1938 roku rozstrzelano 100 Polaków w ramach Operacji polskiej NKWD, natomiast 29 września rozstrzelano 129 Polaków, a 4 października 1938 roku rozstrzelano 408 Polaków.
Po agresji Niemiec na ZSRR, wojska niemieckie zajęły Żytomierz 9 lipca 1941 roku. 12 listopada 1943 roku radziecki korpus kawalerii zajął Żytomierz, ale podczas kontrataku Niemcy odzyskali miasto. 30 grudnia 1943 roku oddziały Armii Czerwonej pod dowództwem generała Iwana Czerniachowskiego ponowiły atak i 31 grudnia wkroczyły do miasta. Nazajutrz niemiecki kontratak odzyskał Żytomierz. Dopiero trzecie radzieckie natarcie 2 stycznia 1944 roku opanowało ostatecznie miasto.
W 1991 roku Żytomierz wszedł w skład niepodległej Ukrainy. Od 1991 roku jest stolicą katolickiej diecezji kijowsko-żytomierskiej obrządku łacińskiego. Katolikom zwrócono kościoły św. Zofii i św. Jana z Dukli. W 1993 roku otwarto „Żytomierski Okręgowy Szpital Psychiatryczny 1”.
Olga Bronshtein została głównym architektem Żytomierza w 2021 roku.
Według rankingu „Regional Doing Business - 2020” Żytomierz zajął pierwsze miejsce jako najbardziej komfortowe miasto dla biznesu.
Miasto naznaczone nie tylko piętnem wielowiekowej historii, ale też będące jednym z ośrodków odradzającego się życia społecznego, kulturalnego i religijnego Polaków na Ukrainie; gdzie działają różne polskie stowarzyszenia i zauważalny jest stały wzrost zainteresowania u dzieci i młodzieży nauką historii i języka polskiego.

## Zabytki i obiekty turystyczne
- katedra św. Zofii z 1737 roku,
- cmentarz rzymskokatolicki (Cmentarz Polski), założony w XVIII wieku – jedna z najstarszych i największych polskich nekropolii na dawnych wschodnich ziemiach Rzeczypospolitej[21],
- kościół św. Jana z Dukli z 1841 roku z przylegającym do niego dawnym klasztorem bernardynów (później seminarium), obecnie franciszkanów,
- Teatr Żytomierski z 1858 roku,
- sobór Przemienienia Pańskiego z 1864 roku,
- dawny kościół ewangelicki z 1896 roku, współcześnie kościół baptystyczny,
- ruiny kolegium Jezuitów, które są jedyną pozostałością po zespole jezuickiego kolegium z 1766 roku, kościoła z lat 1751–1761 i szkoły z 1780 roku. Dwuwieżowy kościół projektu Pawła Giżyckiego, którego budowę sfinansował starosta Kazimierz Stecki i który konsekrowano w 1762 roku, został rozebrany w 1841 roku. W XIX wieku kolegium przebudowano na więzienie dla kobiet[22], ul. Lecha Kaczyńskiego 12,
- klasztor franciszkanów (bernardynów) z XVIII wieku,
- klasztor sióstr szarytek z lat 1816–1840[9], obecnie szpital wojskowy,
- cerkiew św. Michała z 1856 roku,
- pałac biskupi z pierwszej połowy XIX wieku,
- synagoga z XIX wieku,
- Teatr Polski z 1808 roku, obecnie filharmonia,
- dom Józefa Ignacego Kraszewskiego, ul. Liubarska 3,
- dom narodzin Jarosława Dąbrowskiego, ul. Mala Berdychivska 10,
- pomnik Jarosława Dąbrowskiego z 1971 roku,
- wieża ciśnień z 1898 roku,
- remiza strażacka nr 2 z końca XIX wieku,
- Wołyński Sąd Okręgowy z lat 1893–1896,
- gmach Biblioteki Publicznej z drugiej połowy XIX w.,
- cerkiew św. Mikołaja z końca XIX w.,
- gmach Rady Miasta z 1900 roku,
- wikariat z początku XX wieku,
- gmach Banku Ziemiańskiego z pocz. XX wieku,
- dom burmistrza Domaniewskiego z 1913 r.,
- Głowa Czackiego (granitowa podobizna założyciela liceum w Krzemieńcu),
- ulica Michajłowska (przy cerkwi św. Michała),
- panorama z Zamkowej Góry,
- Pomnik Chwały[23],
- młyn z XX wieku,
- Bramy sztuki[24],
- Regionalna Biblioteka Dziecięca (ul. Puszkinskaja)[25],
- Dom Kultury Ukraińskiej (posiadłość Filipowa)[26],
- most wiszący nad Teterowem lub „Most Zakochanych”[27].

W 2020 roku powstała unikalna trasa turystyczna o nazwie „Krąg Żytomierza”.

## Gospodarka
Żytomierz jest ważnym ośrodkiem gospodarczym, naukowym i technicznym w regionie.  Obecnie w Żytomierzu i okolicach zlokalizowanych jest około stu dużych przedsiębiorstw, głównie z branży lekkiej, przetwórczej i spożywczej. Przedsiębiorstwa w mieście produkują odzież i obuwie, leki, mięso i produkty mleczne, wyroby cukiernicze, meble i wyposażenie, wyroby piekarnicze, wyroby z masy celulozowej i papieru oraz materiały budowlane. 

### Przedsiębiorstwa
- Inżynieria mechaniczna, naprawa, instalacja maszyn i urządzeń: „Promavtomatika”, „REK” LLP, „Vibroseparator” OJSC, „Verstatremmash”, „Tornado”, Żytomierskie Państwowe Eksperymentalne Przedsiębiorstwo Protetyczno-Ortopedyczne, fabryka produkcji ekranów LED „Ekta Prom” ukraińskiej firmy EKTA, „Interagrobud”, „Metra Ukraina”, „Buton” LLP, PP „Bud-Mash”, CJSC „Zakład urządzeń niestandardowych”.
- Przemysł wydobywczy: „Zakhidukrvibuhprom", „Eurovibuhprom"
- Produkcja materiałów budowlanych: Żytomierska fabryka pokryć dachowych i materiałów izolacyjnych, Żytomierska fabryka wyrobów szklanych, Żytomierska fabryka wyrobów krzemianowych, produkcja ściennych i dachowych płyt warstwowych „GAYAN” LLP, „Agrobudindustriya”, fabryka wyrobów z wełny mineralnej „Zhitomiroblagrobud”, CJSC „Stone processing”.
- Przemysł celulozowo-papierniczy, poligraficzny: wydawnictwo „Skerzo”, wydawnictwo książek i gazet „Polesie”, Żytomierska Drukarnia Obwodowa, Kombinat Tekturowy;
- Przemysł lekki: „Rif-1” LLP, „Ferplast-Ukraine” LLP, „TUSMO” LLP, „Teterev” CJSC, BAT „Iskra”, fabryka wyrobów pończoszniczych (od 1935 r., w 1967 r. nosiła nazwę „Komsomołka”, produkowała skarpetki znane w całym kraju pod marką „Legka” i inne);
- Przemysł spożywczy: fabryka słodyczy „Zhytomyrski Lasoschi”, fabryka masła w Żytomierzu, gorzelnia w Żytomierzu, browar w Żytomierzu, „Zolotoy karavay”, piekarnia w Żytomierzu, „Ukrkhmel”, zakład przetwórstwa mięsnego „M'yasna Gildiya” w Żytomierzu, ferma drobiu w Żytomierzu.

## Placówki kulturalne i naukowe

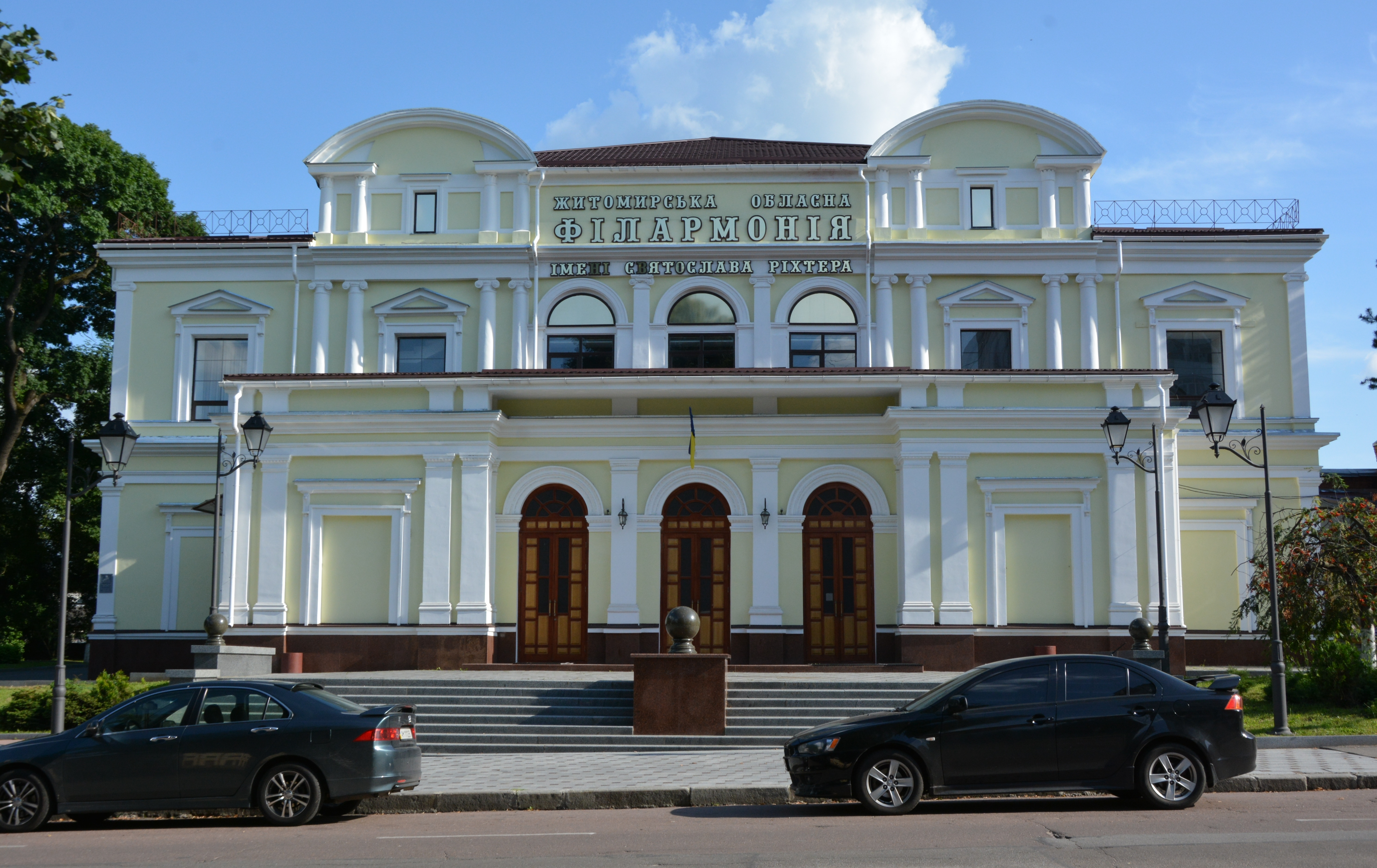
Gmach dawnego Teatru Żytomierskiego, współcześnie siedziba Filharmonii Obwodowej

- Muzeum Kosmonautyki im. Siergieja Korolowa
- Muzeum Literackie
- Muzeum Historii Straży Pożarnej
- Filharmonia Obwodowa
- Teatr Muzyczno-Dramatyczny
- Akademicki Obwodowy Teatr Lalek
- Żytomierska Obwodowa Biblioteka Publiczna
- Żytomierski Uniwersytet Państwowy im. Iwana Franki
- Państwowy Uniwersytet Politechniczny w Żytomierzu

## Ludzie związani z miastem

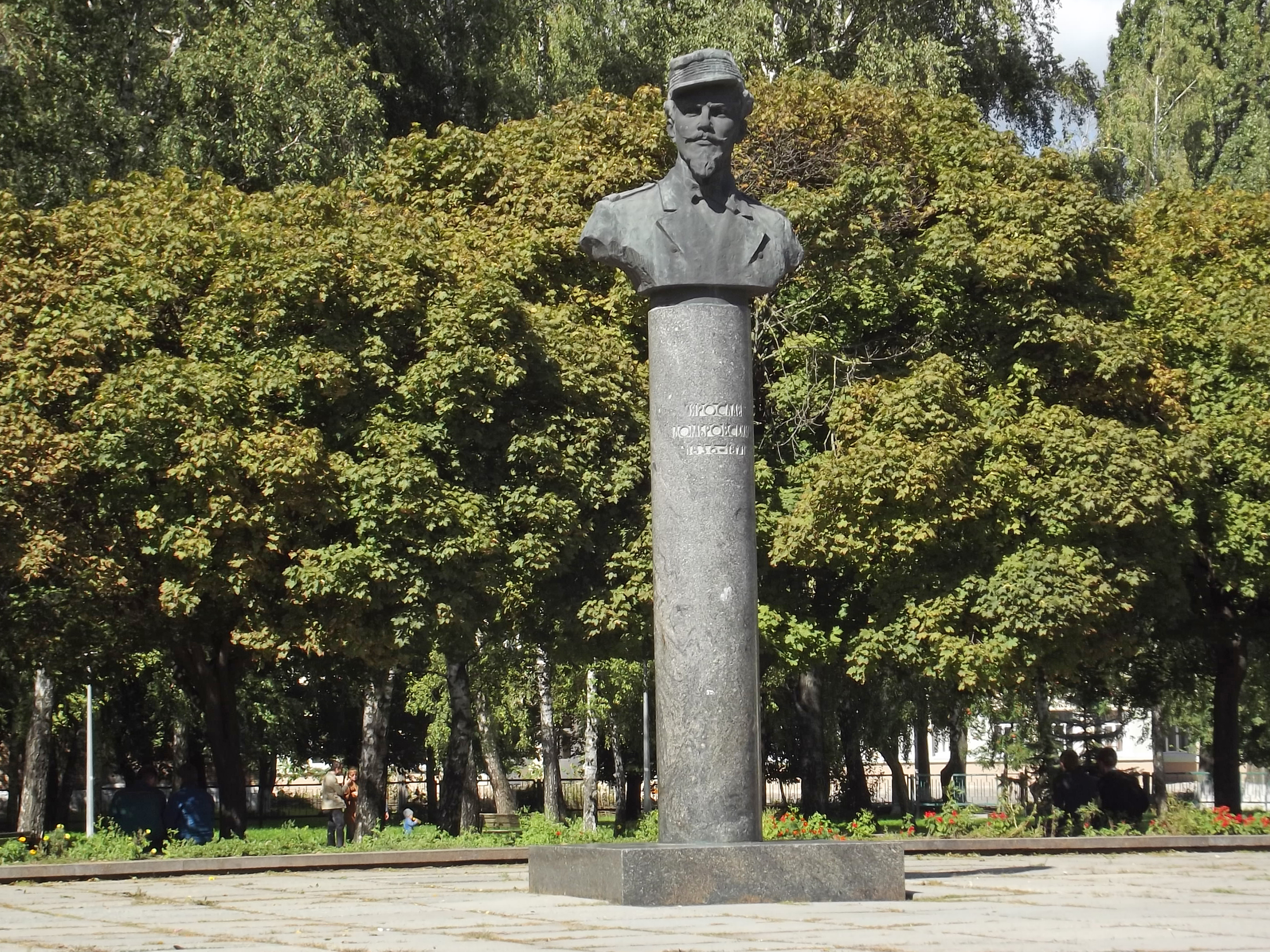
Pomnik Jarosława Dąbrowskiego

## Polacy w Żytomierzu
Współcześnie Żytomierz jest jednym z głównych ośrodków Polaków na Ukrainie. W 1989 powstał Żytomierski Obwodowy Oddział Związku Polaków na Ukrainie (obecnie jako samodzielna organizacja), zaś od 1999 roku w mieście działa dom polski. Funkcjonują też inne polskie organizacje (m.in.: Asocjacja Polskiej Młodzieży na Żytomierszczyźnie, Zjednoczenie nauczycieli polonistów na Żytomierszczyźnie, Uniwersytet Trzeciego Wieku).
W 2010 roku staraniem Żytomierskiego Obwodowego Związku Polaków na Ukrainie  została zorganizowana wystawa „Ignacy Jan Paderewski i Ziemia Żytomierska”, zaprezentowana najpierw w Żytomierzu, a następnie w Polsce (Pułtusk, Warszawa, Kraków, Bytom, Kąśna Dolna, Płock). W 2011 r. na fasadzie Szkoły Muzycznej nr 5 w Żytomierzu (ul. Jakira 19) dokonano odsłonięcia tablicy pamiątkowej poświęconej Ignacemu Janowi Paderewskiemu, wielkiemu Polakowi, kompozytorowi, działaczowi niepodległościowemu, mężowi stanu. Związek Polaków zorganizował z wielkim nakładem sił Międzynarodową Konferencję Praktyczno-Naukową „Uniwersum Józefa Ignacego Kraszewskiego”.
W związku z Ustawą o dekomunizacji Ukrainy w Żytomierzu zostały zmienione nazwy szeregu ulic. Z inicjatywy Żytomierskiego Obwodowego Związku Polaków na Ukrainie oraz Żytomierskiej Obwodowej politycznej Partii „Partia Polaków Ukrainy”, które wystosowały odpowiednią petycję do władz miasta, radni Żytomierza przychylili się do wniosku Polaków Żytomierszczyzny, aby w mieście pojawiły się ulice: Św. Jana Pawła II, Św. Zygmunta Felińskiego, Lecha Kaczyńskiego. 
Żytomierz jest miejscem polskich uroczystości patriotycznych i festiwali polskich (m.in. Dni Kultury Polskiej, Międzynarodowy Festiwal Kultury Polskiej "Tęcza Polesia"). Nauka języka polskiego odbywa się w niektórych szkołach publicznych oraz społecznych szkołach sobotnio-niedzielnych. Jedną z największych społecznych szkół jest Polska Szkoła Sobotnio-Niedzielna im. I.J. Paderewskiego przy Żytomierskim Obwodowym Związku Polaków na Ukrainie. Od 2004 roku na uniwersytecie żytomierskim funkcjonuje centrum polonistyczne.

## Miasta partnerskie
- Montana, Bułgaria
- Kutaisi, Gruzja
- Płock, Polska[32][33]
- Bytom, Polska